# Лекустеній-де-Сус
Лекустеній-де-Сус (рум. Lăcustenii de Sus) — село у повіті Вилча в Румунії. Входить до складу комуни Лекустень.
Село розташоване на відстані 178 км на захід від Бухареста, 56 км на південний захід від Римніку-Вилчі, 45 км на північ від Крайови.

## Населення
За даними перепису населення 2002 року у селі проживали 329 осіб, усі — румуни. Усі жителі села рідною мовою назвали румунську.